# Laajasalo (quartier)
Laajasalo (suédois : Degerö) est un quartier d'Helsinki formé de plusieurs îles dont les plus étendues sont les îles de Laajasalo, de Santahamina, de Vartiosaari et de Villinki. Laajasalo est aussi un district comportant le quartier de Vartiosaari et des sections du quartier de Villinki.

## Quartier de Laajasalo
Le quartier de Laajasalo  a une superficie de 8,42 km2, il accueille 15 961 habitants(1.1.2010) et offre 1 478 emplois (31.12.2008).

## District de Laajasalo
Le district de Laajasalo  a une superficie de 16,55 km2, il accueille 16 473 habitants(1.1.2010) et offre 2 198 emplois (31.12.2008).

## Transports
Le route Laajasalontie à quatre voies mène de Herttoniemi à Laajasalo, et le tronçon de plus d'un kilomètre du pont sur Tilliruukinlahti à l'intersection de Kuvernörintie et Koivusaarentie ressemble à une autoroute et comporte deux échangeurs.
Les transports en commun conduisent à la station de métro Herttoniemi. 
Des bus de nuit relient Rautatientori et Laajasalo pendant les heures où le métro ne fonctionne pas.
En août 2016, il a été décidé de mettre en œuvre le projet Kruunusillat, qui comprend une ligne de tramway passant sur les ponts et longue de dix kilomètres entre Laajasalo et la gare centrale d'Helsinki.
Trois nouveaux ponts seront construits entre Kruunuvuorenranta et Korkeasaari, Korkeasaari et Nihti ainsi que de Nihti à Merihaka.
Grâce aux ponts, le trajet de Kruunuvuorenranta à la gare centrale sera raccourci de 5,5 kilomètres et la durée du trajet à vélo vers le centre-ville d'Helsinki passera de 40 minutes à 20 minutes.

## Galerie photographique

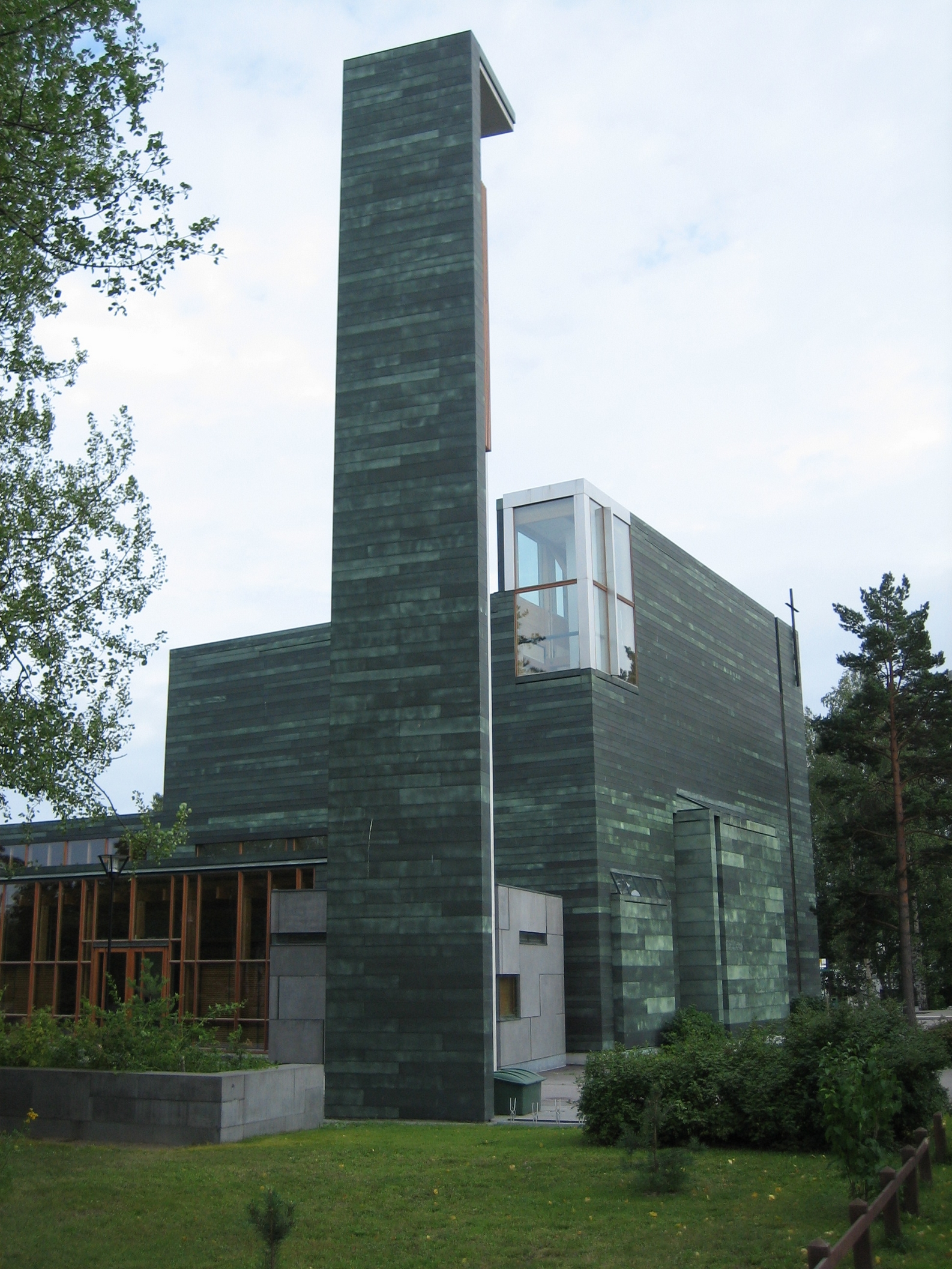
Église de Laajasalo.
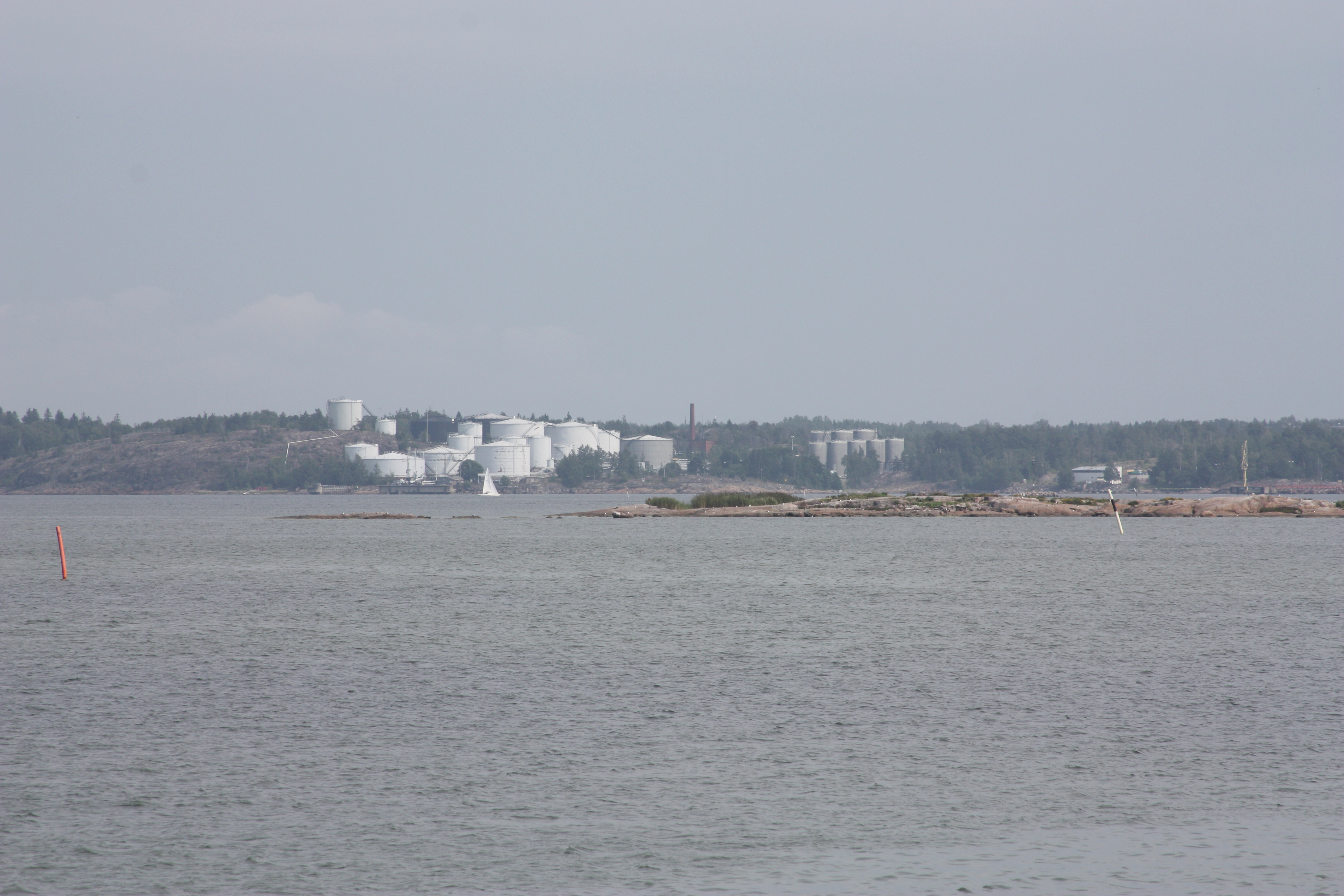
Port pétrolier de Laajasalo.
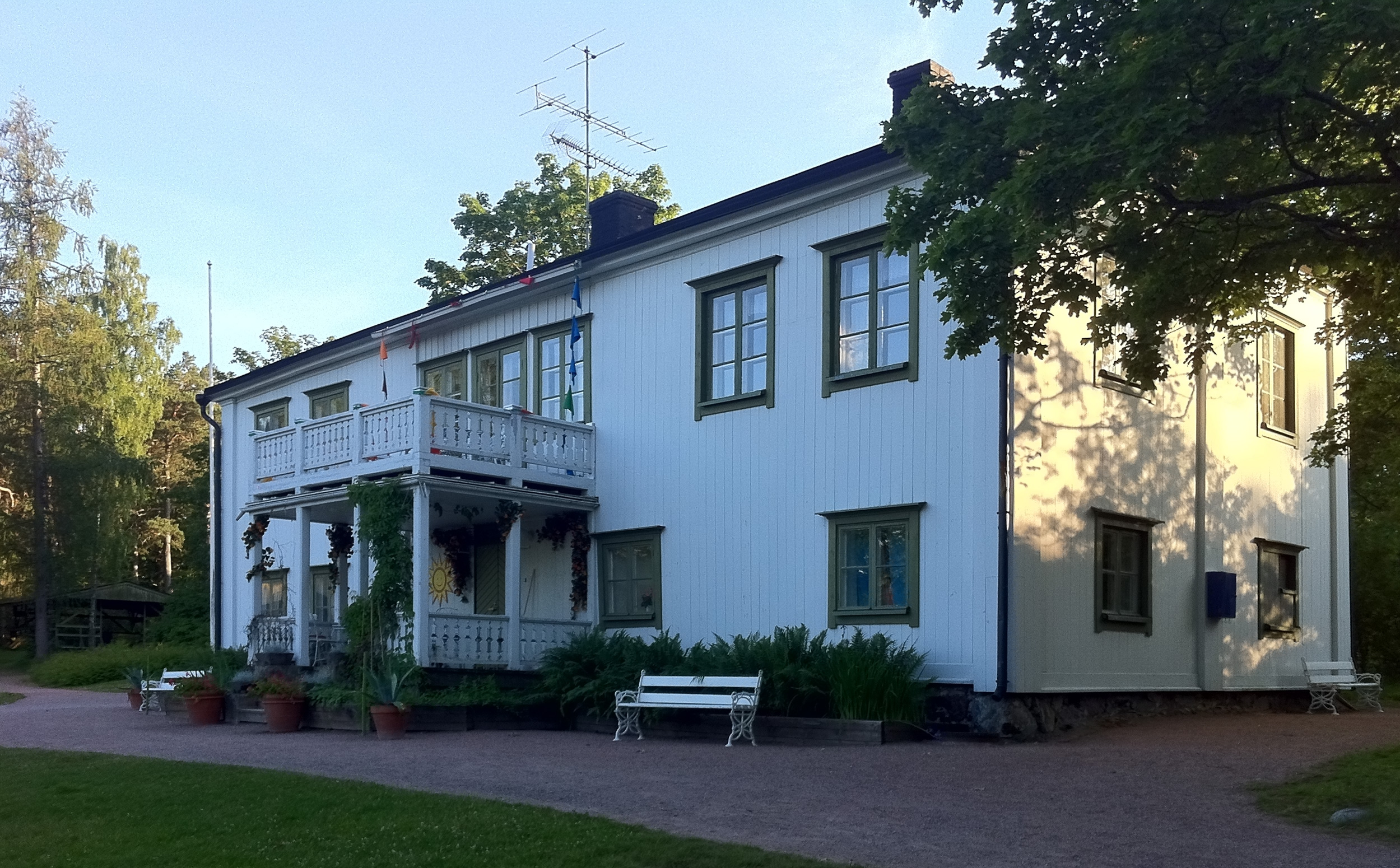
Manoir de Stansvik
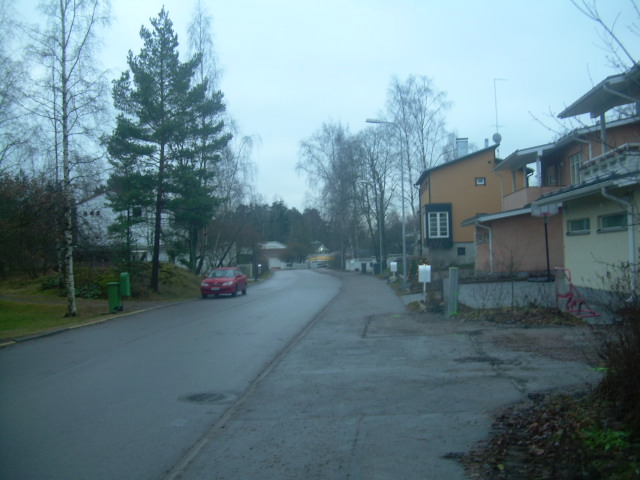
Kaitalahti à Laajasalo.
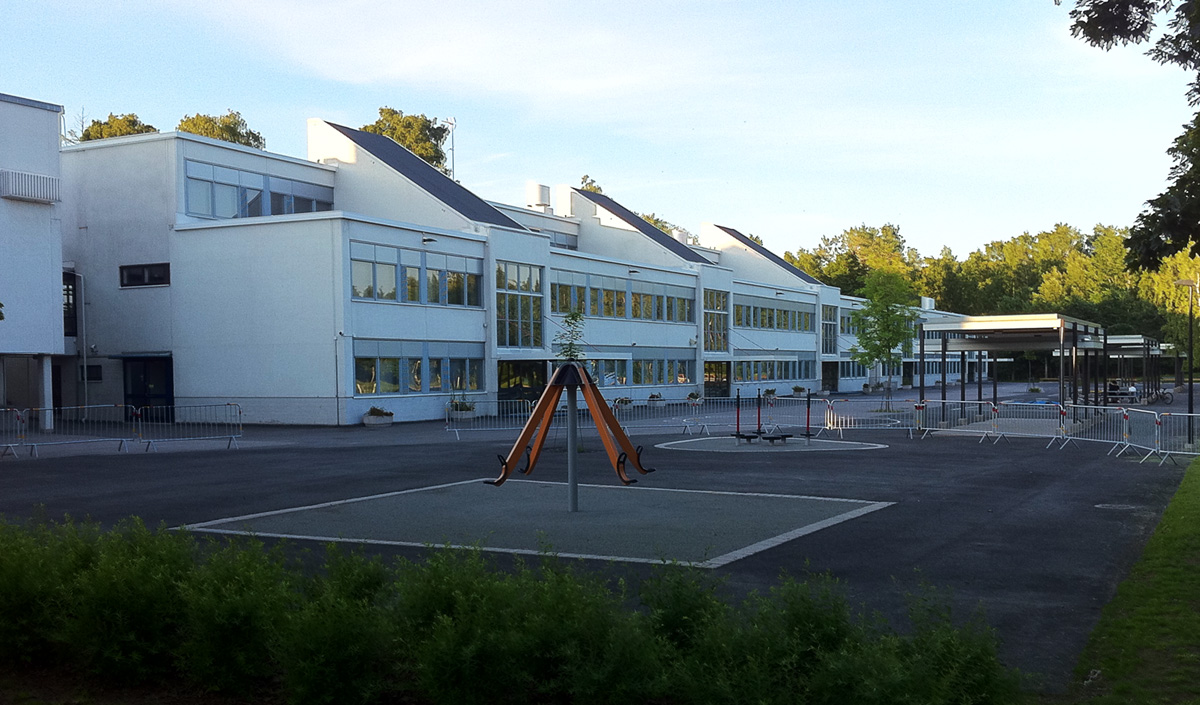
École de Laajasalo.
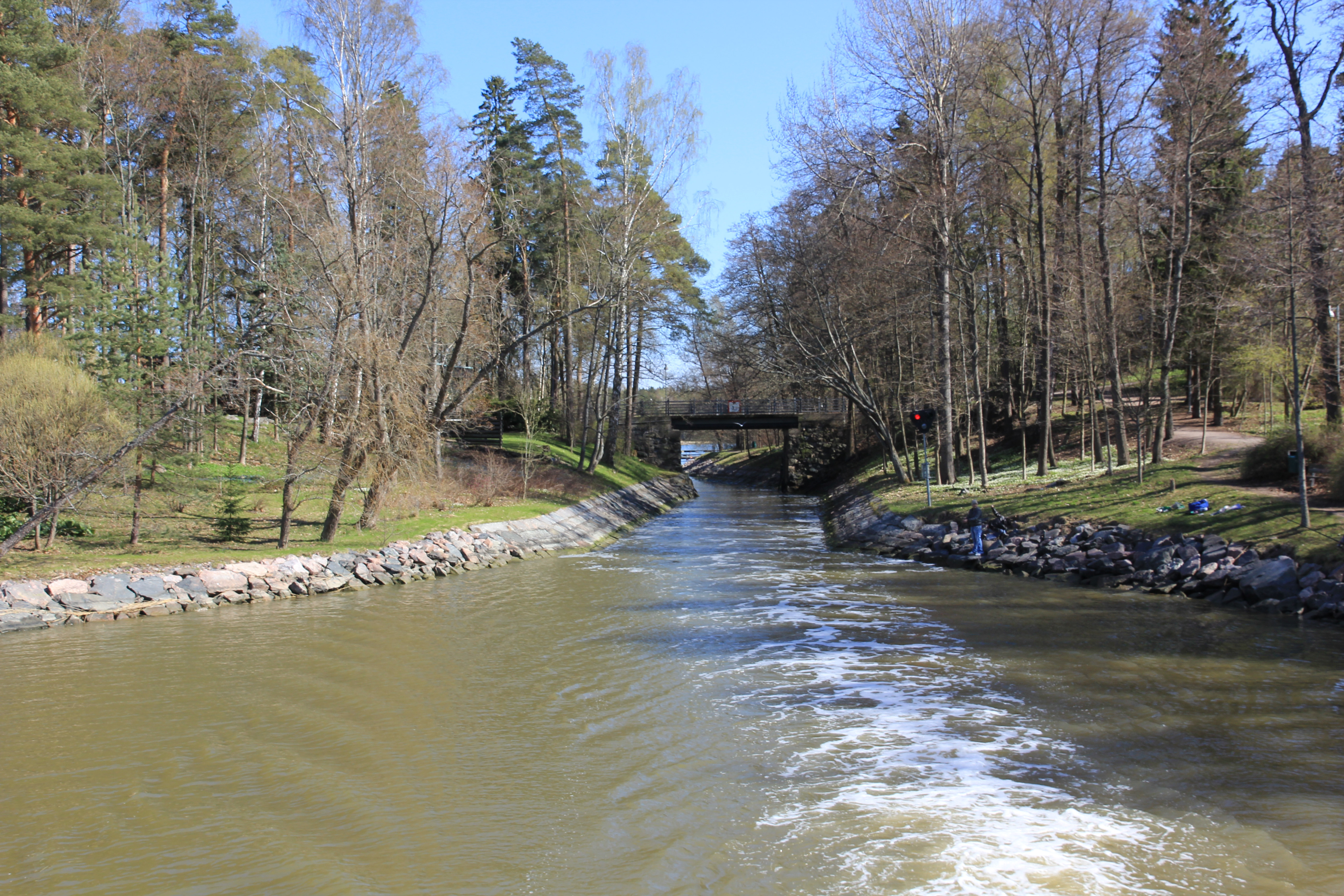
Le Canal de Laajasalo.